# Lok (district de Levice)
Lok (allemand : Löck , hongrois : Lontó) est un village de Slovaquie situé dans la région de Nitra.

## Histoire
Première mention écrite du village en 1286.

## Démographie

### Évolution de la population
| Année:               | 1994. | 2004.   | 2014.   | 2024.    |
| -------------------- | ----- | ------- | ------- | -------- |
| Nombre de personnes: | 1014  | 980     | 958     | 1072     |
| Différence:          |       | -3,35 % | -2,24 % | +11,89 % |

| Année:               | 2023. | 2024.   |
| -------------------- | ----- | ------- |
| Nombre de personnes: | 1082  | 1072    |
| Différence:          |       | -0,92 % |